# Ape Escape (jeu vidéo)
 (août 2015).
Si vous disposez d'ouvrages ou d'articles de référence ou si vous connaissez des sites web de qualité traitant du thème abordé ici, merci de compléter l'article en donnant les références utiles à sa vérifiabilité et en les liant à la section « Notes et références ».
Ape Escape est un jeu vidéo de plates-formes développé par SCE Japan Studio et édité par Sony Computer Entertainment sur PlayStation. C'était le premier jeu à requérir obligatoirement une manette DualShock, ses contrôles étant spécifiquement pensés pour en tirer parti.
Ape Escape a d'abord été publié en Amérique du Nord le 31 mai 1999, et peu de temps après au Japon sous le nom Saru! Get You! (サルゲッチュ, Saru Getchu) le 24 juin 1999. Il est par la suite réédité dans la gamme Platinum.
Ape Escape est le premier épisode de la série de jeux vidéo Ape Escape.

## Synopsis
Specter, un petit singe albinos élevé dans un parc à thèmes, acquiert une intelligence supérieure grâce à un casque expérimental développé par le Professeur Ozel. Cependant le prototype alterne également la personnalité de Specter, qui devient mauvais et avide de pouvoir. Il dote ses amis simiesques d'autres casques d'intelligence et prend le contrôle de la machine temporelle (une autre invention du professeur) avec pour objectif d'altérer le temps et de remplacer l'humanité par les singes.
Spike et Buzz, deux amis d'une dizaine d'années, sont emportés dans la faille temporelle et Buzz tombe sous l'emprise de Specter. Spike voyage quant à lui à travers les différentes périodes temporelles pour capturer les singes et tenter d'arrêter Specter.

## Système de jeu
L'objectif principal d'Ape Escape est donc de capturer des singes : plus de 200 dispersés à travers différents âges afin d'éviter que leur présence altère l'histoire de l'humanité. Pour ce faire, le personnage principal contrôlé par le joueur, Spike, va acquérir au fil du temps toute une panoplie de gadgets créés par le professeur et sa petite fille, Katie.
Ape Escape innove par l'utilisation des sticks analogiques de la manette DualShock. Le stick gauche permet de s'orienter dans des environnements plus ou moins libres, tandis que le stick droit permet d'attaquer et d'utiliser les différents gadgets. Parmi ceux-ci, le filet à papillons pour attraper les singes, le radar pour les repérer, le cerceau pour décupler sa vitesse, le planeur ou encore la voiture téléguidée. Ce principe d'intégrer le stick analogique droit à un gameplay actif sera rarement repris dans des jeux ultérieurs ; en effet le standard pour les titres en 3D va plutôt tendre à utiliser le second joystick pour contrôler la caméra.
Chaque niveau d'Ape Escape constitue un petit monde que le joueur est libre d'explorer à sa guise jusqu'à remplir son objectif de capture : si un niveau renferme par exemple 8 singes, la mission demandera en général d'en capturer 5 ou 6. Après avoir parcouru l'ensemble des niveaux et combattu une première fois Specter, le joueur est ensuite amené à retourner dans les niveaux pour les explorer plus en détail et capturer les singes restants. Lorsque tous les singes d'un niveau ont été capturés, un mode Time Attack devient accessible : dans ce mode optionnel le joueur est invité à capturer des singes dans un temps minimal, avec un système de médailles récompensant son speedrun.
Ape Escape inclut également 3 minijeux arcade que le joueur peut débloquer en récoltant 10, 20 et 40 symboles de Specter disséminés à travers les niveaux. À la différence des singes, ces symboles ne sont pas localisables à l'aide du radar et constituent donc souvent les secrets les plus délicats à localiser. Le premier minijeu est un jeu de ski, le deuxième un jeu de boxe et le troisième un Shoot 'em up. Le ski et la boxe tirent également parti de contrôles analogiques avancés.

## Doublage

### Original
- Kakeru : Fujiko Takimoto
- Natsumi : Tomoko Kawakami
- Le Professeur : Jōji Yanami
- Hiroki : Kazue Ikura
- Specter : Chika Sakamoto
- Voie du labo :

### Français
- Spike : Framboise Gommendy
- Katie : Framboise Gommendy
- Le Professeur : Stéphane Cornicard
- Buzz :
- Specter : Emmanuel Bonami
- Voie du labo :

## Réception
Ape Escape a été très bien reçu par la presse spécialisée. Les sites GameRankings et Metacritic, qui effectuent des moyennes à partir de nombreuses publications, lui attribuent tous les deux un score de 90 %,. Ape Escape est ainsi le 23e jeu le mieux reçu sur PlayStation selon Metacritic.